# Taz (flod)

Taz-flodens avrinningsområde. Obviken överst till vänster.

Taz (ryska: Таз) är en flod i Krasnojarsk kraj och Jamalo-Nentsien i Ryssland. Floden har en längd av 1401 kilometer och avvattnar ett område på 150 000 kvadratkilometer i den nordöstra delen av Västsibiriska slätten. Taz mynnar ut i Tazviken, ett omkring 250 kilometer långt estuarium som från öster ansluter till Obviken. 
Vid utloppet av Taz i Tazviken ligger orten Tazovskij, vilken hade 6 793 invånare år 2010.